# Merionoeda hebes
Merionoeda hebes là một loài bọ cánh cứng trong họ Cerambycidae.